# Nolinoideae
Nolinoideae Burnett, 1835 è una sottofamiglia di piante angiosperme monocotiledoni della famiglia delle Asparagaceae.

## Tassonomia
Questo raggruppamento comprende generi precedentemente posti in famiglie diverse, comprese le Ruscaceae in senso stretto, Nolinaceae, Dracaenaceae, Convallariaceae ed Eriospermaceae.
La sottofamiglia comprende i seguenti generi:
- Aspidistra Ker Gawl.
- Beaucarnea Lem.
- Comospermum Rauschert
- Convallaria L.
- Danae Medik.
- Dasylirion Zucc.
- Disporopsis Hance
- Dracaena Vand. ex L.
- Eriospermum Jacq.
- Liriope Lour.
- Maianthemum F.H.Wigg.
- Nolina Michx.
- Ophiopogon Ker Gawl.
- Peliosanthes Andrews
- Polygonatum Mill.
- Reineckea Kunth
- Rohdea Roth
- Ruscus L.
- Semele Kunth
- Speirantha Baker
- Theropogon Maxim.
- Tupistra Ker Gawl.